# PKP-Baureihe EP09
Die Lokomotiven der Baureihe EP09 der Polnischen Staatsbahnen (PKP) sind Elektrolokomotiven für die Beförderung von Schnellzügen.

## Geschichte
Als erste ab Werk für 160 km/h geeignete Lokomotive der PKP wurde die EP09 unter der Typenbezeichnung 104E konstruiert, 1986 wurde der Prototyp EP09-001 fertiggestellt. 1987 wurde die EP09-002 ausgeliefert. 1990 begann die Serienfertigung (Typ 104Ea), bis 1994 wurden zunächst 35 EP09 gebaut. Die letzte Serie von 1995 bis 1997 (Typ 104Eb; 10 Lokomotiven) wurde mit Klimaanlage im Führerstand ausgeliefert, diese wurde später auch bei einem Teil der früher ausgelieferten EP09 nachgerüstet.
Die Indienststellung der Baureihe EP09 führte zur fast vollständigen Ausmusterung der von 1973 bis 1977 aus der Baureihe EU05 umgebauten EP05 und zur weitgehenden Verdrängung der Baureihe EP08 auf Strecken mit geringerer Höchstgeschwindigkeit. Zusätzlicher Bedarf ergab sich durch den Ausbau der Strecke Berlin–Warschau für 160 km/h ab den 1990er Jahren.
Die EP09 sind in den Bahnbetriebswerken Warschau und Krakau beheimatet und dienen in erster Linie für die auf den für 160 km/h ausgebauten Strecken verkehrenden InterCity-Zügen auf der Centralna Magistrala Kolejowa Warschau–Krakau/Katowice und für den Berlin-Warszawa-Express auf dem Abschnitt Rzepin–Warschau. Als vollwertige Reserve standen nur die beiden verbliebenen Lokomotiven der Baureihe EP05 zur Verfügung, die Baureihe EP08 ist nur bis 140 km/h zugelassen.
Die EP09 wurden in gelb-brauner Zweifarbenlackierung ausgeliefert. Die meisten erhielten später den weiß-roten Lack von PKP Cargo. Ab 2007 wurden einzelne EP09 in der alten blauen Farbgebung von PKP Intercity lackiert. Mehrere Lokomotiven trugen vorübergehende Werbefolierungen, darunter auch die Farben der Flaggen mehrerer Teilnehmerstaaten während der Fußball-Europameisterschaft 2012. Heute ist die Mehrzahl im neueren blau-grauen Farbschema von PKP Intercity lackiert.
Als Nachfolgebaureihen waren die Baureihen EU11 (Typ 114E; nur für 3 kV Gleichstrom) und EU43 (Typ 112E; Mehrsystemlokomotive) vorgesehen, diese wurden zwar bestellt und gebaut, wurden aber nicht an die PKP ausgeliefert (EU11) bzw. blieben mangels Bezahlung durch die PKP nicht im Bestand (EU43). Erst mit dem Einsatz der Siemens-ES64U4-Lokomotiven bei den PKP ab 2008 wurden daher die EP09 als die jüngsten Lokomotiven im Bestand der PKP abgelöst. Seit 2020 werden außerdem neue Lokomotiven Newag Griffin als EU160 für die Bespannung schneller Reisezüge beschafft.
Beim Eisenbahnunfall in der Nähe von Szczekociny am 3. März 2012 stieß die EP09-035 mit einer Lokomotive der Baureihe ET22 frontal zusammen und wurde daraufhin ausgemustert.

## Bilder

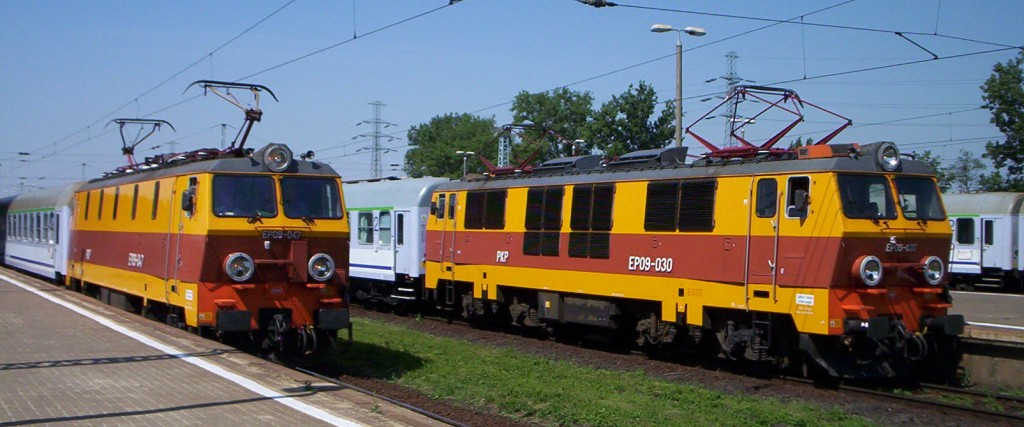
EP09-047 und EP09-030 in Ursprungsfarbgebung (2005)
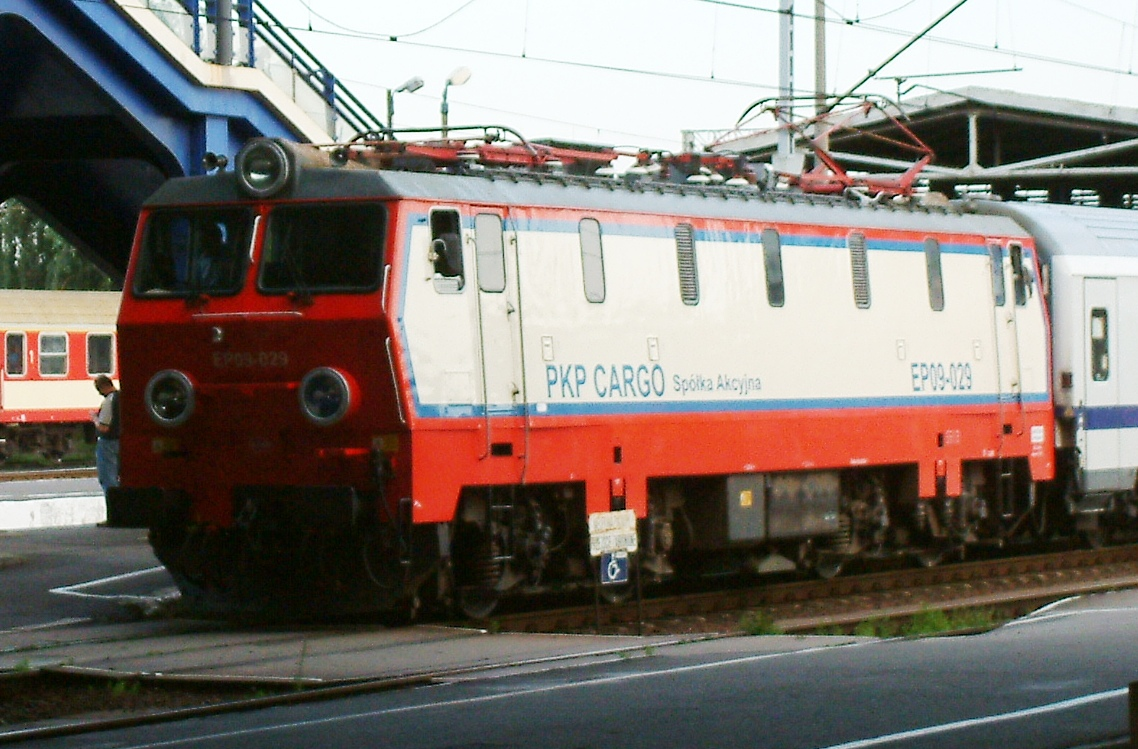
EP09-029 in Lackierung von PKP Cargo (2007)
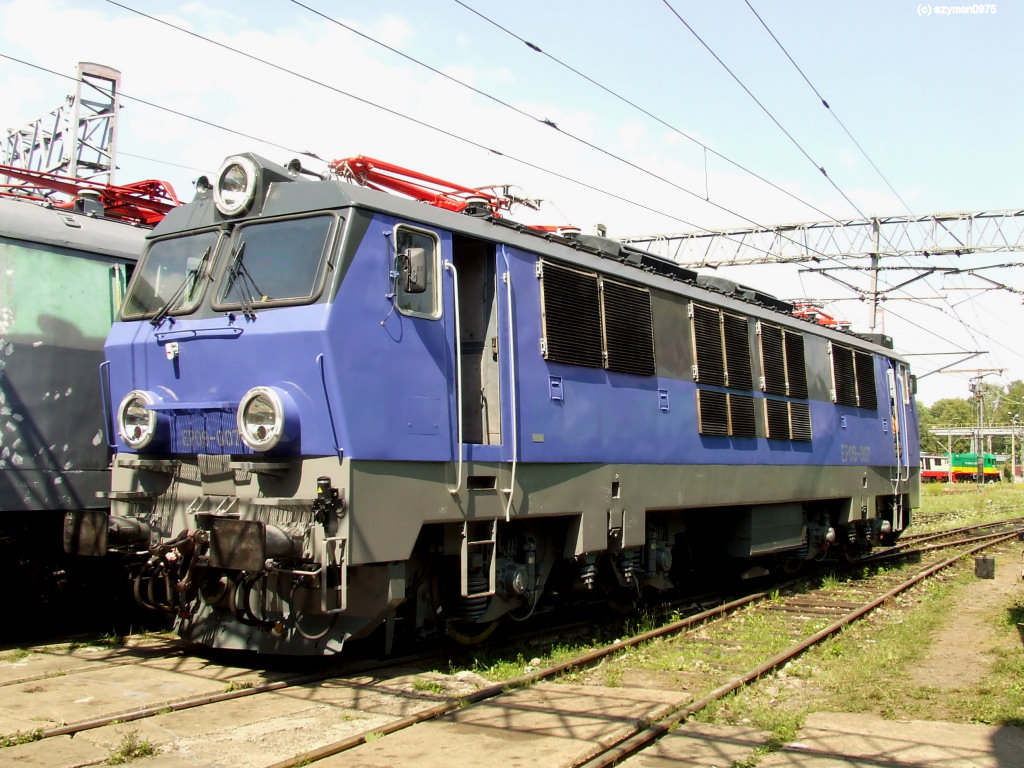
EP09-077 in alter Lackierung von PKP Intercity (2007)
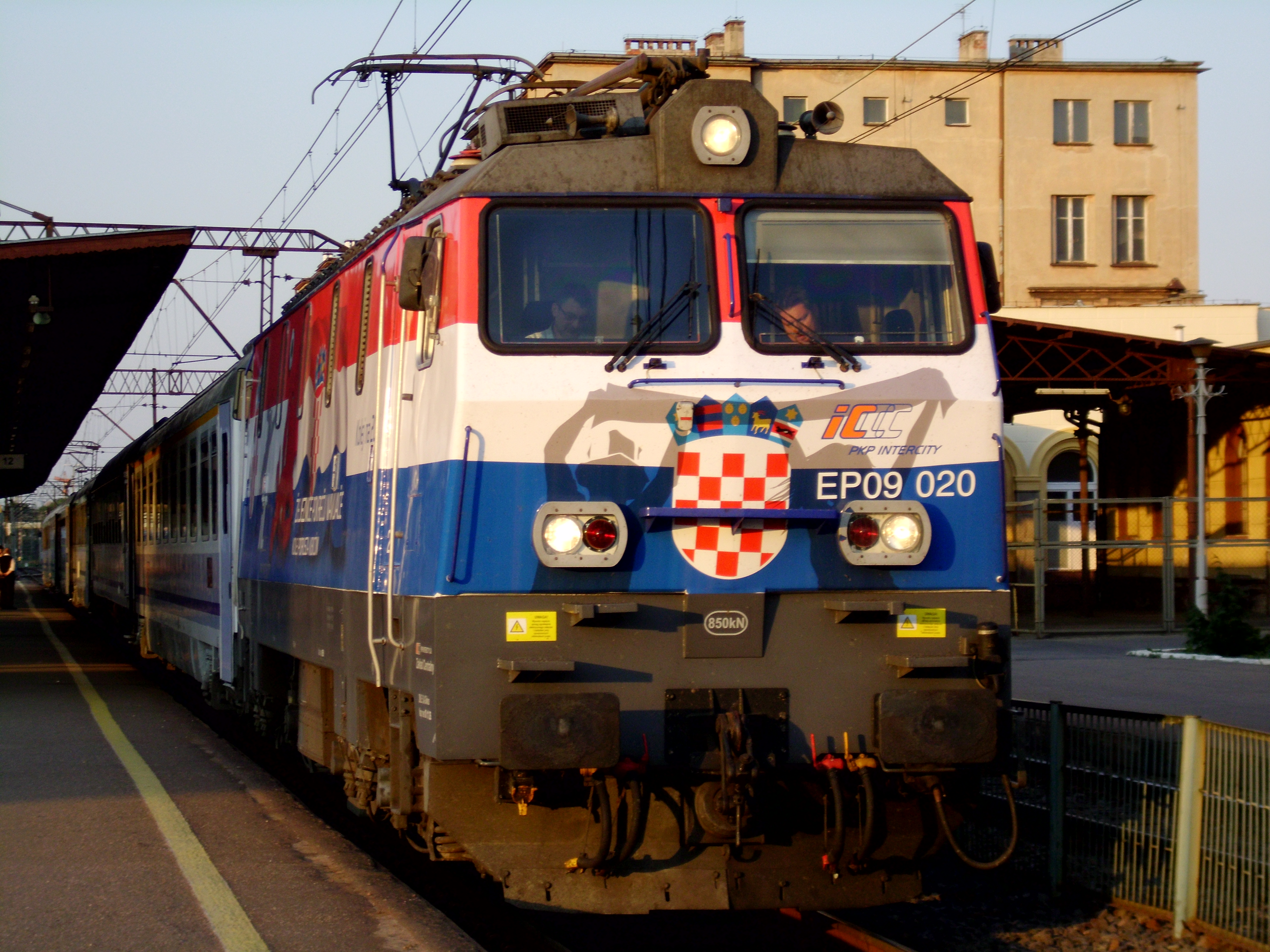
EP09-020 in den Farben der kroatischen Flagge (2012)
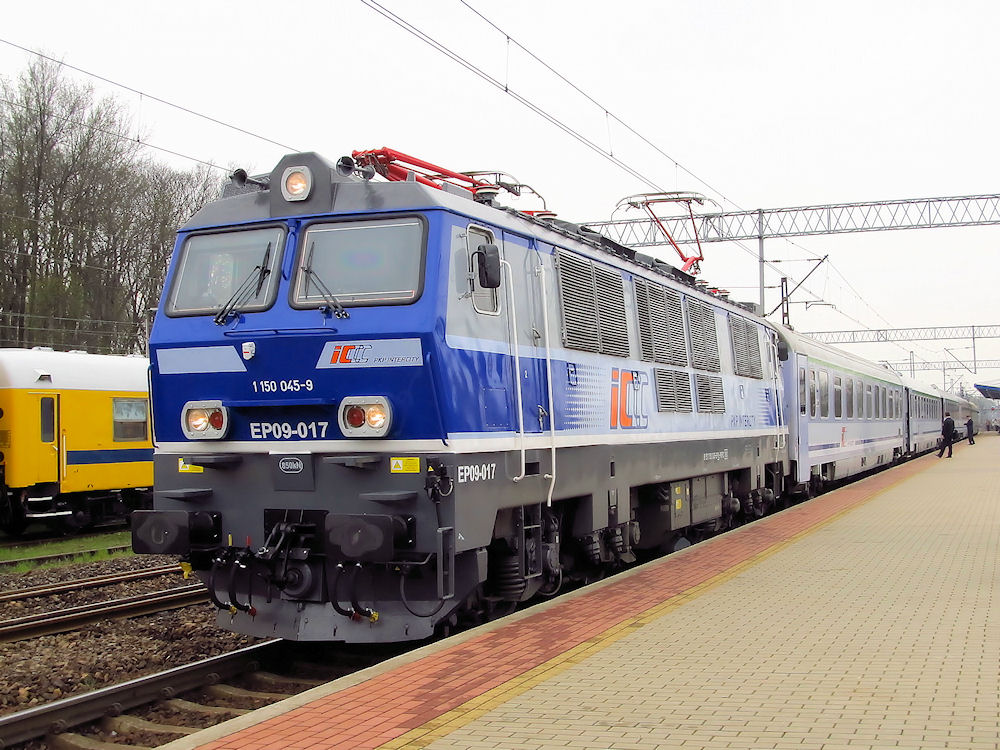
EP09-017 in neuer Lackierung von PKP Intercity (2016)